# Triporula manica
Triporula manica is een mosdiertjessoort uit de familie van de Exechonellidae. De wetenschappelijke naam van de soort is, als Enantiosula manica, voor het eerst geldig gepubliceerd in 1930 door Ferdinand Canu en Ray Smith Bassler.